# Casa Casellas
La Casa Casellas és una obra de Girona inclosa a l'Inventari del Patrimoni Arquitectònic de Catalunya.

## Descripció
És un edifici residencial cantoner i estructurat a partir de murs de càrrega. Les façanes presenten una composició amb obertures verticals i balcons a les plantes superiors. L'exterior és arrebossat i pintat, amb un basament que ocupa la planta baixa, que imita carreus. La part superior és coronada amb merlets d'obra i ceràmica, que prolongaren les obertures superiors i s'uneixen entre elles amb balustrades.